# Milton Banana Trio
Milton Banana Trio foi um trio musical de jazz brasileiro formado na década de 1960, fundado e comandado pelo baterista Milton Banana, o que era incomum na época. Durante a carreira o grupo teve várias formações diferentes, e gravou no total nove álbuns pela Odeon e outros pela RCA.